# Neosprucea pedicellata
Neosprucea pedicellata là một loài thực vật có hoa trong họ Liễu. Loài này được Little mô tả khoa học đầu tiên năm 1948.